# George Ariyoshi
Pour les articles homonymes, voir Ariyoshi.
 (avril 2019).
Si vous disposez d'ouvrages ou d'articles de référence ou si vous connaissez des sites web de qualité traitant du thème abordé ici, merci de compléter l'article en donnant les références utiles à sa vérifiabilité et en les liant à la section « Notes et références ».
George Ryoichi Ariyoshi, (en japonais : 有吉 良一), né le 12 mars 1926, a été le troisième gouverneur d'Hawaii entre 1974 et 1986, à la suite de l’admission du pays comme État américain en 1959. C’est le premier gouverneur d’un État américain qui a ses origines familiales au Japon. Il est préalablement Lieutenant-gouverneur d'Hawaï entre 1970 et 1974, alors que le gouverneur est John A. Burns.

## Biographie

### Jeunesse
Né à Honolulu, à Hawaii, de parents immigrants japonais, Ariyoshi obtient son diplôme de fin d'études secondaires en 1944 au lycée McKinley. À la fin de la Seconde Guerre mondiale, il sert d’interprète auprès du Service de renseignement militaire de l’armée américaine au Japon. À son retour aux États-Unis, il fréquente d'abord l'Université d'Hawaï à Mānoa, puis passe à l'Université d'État du Michigan, où il obtient un Bachelor of Arts en 1949. Il obtient ensuite son diplôme de doctorat en droit de la Law School de l'Université du Michigan à 1952.

### Carrière
La carrière politique d'Ariyoshi commence en 1954 lorsqu'il est élu à la Chambre des représentants du territoire d'Hawaï. Il est ensuite élu au Sénat territorial d'Hawaï en 1958, puis au Sénat de l'État d'Hawaï en 1959. Il siège au Sénat jusqu'en 1970, date à laquelle il est élu lieutenant-gouverneur d'Hawaï en 1970 avec le gouverneur John A. Burns. Lorsque le gouverneur Burns tombe malade en octobre 1973, Ariyoshi assume son rôle constitutionnel de gouverneur par intérim.
Lors des élections de 1974, Ariyoshi est élu gouverneur à part entière, avec Nelson Doi comme lieutenant-gouverneur. Il est réélu en 1978 avec Jean King en tant que lieutenant-gouverneur et en 1982 avec John D. Waihee III en tant que lieutenant-gouverneur. L'administration d'Ariyoshi est marquée par un conservatisme fiscal alors que le boom économique post-gouvernemental prend fin. Il guide l'État à travers sa première récession économique. S Waihee lui succède. Après avoir quitté ses fonctions publiques, il exerce diverses fonctions au sein d’entreprises et à organisme but non lucratif.

### Vie privée

#### Vie sentimentale
George Ariyoshi a épousé Jean Ariyoshi (en) en 1955 à Honolulu à Hawaï. Ils ont une fille, Lynn, née en 1957 ; et deux fils, Ryozo, né en 1959, et Donn, né en 1961.

#### Amitié avec Larry Mehau
Dans son livre Washington Place: A First Lady's Story, Jean Ariyoshi attribue à l'ancien policier Larry Mehau le mérite d'avoir assuré la sécurité de sa famille. Larry Mehau a également été nommé « coordinateur des îles voisines » pour la campagne de son mari au poste de gouverneur. Dans le livre, elle affirme que Mehau, bien que réputé pour son honnêteté et sa dureté, était surnommé dans la presse « le Parrain ». Elle ne précise pas pourquoi ce surnom lui a été attribué, mais la presse l'a attribué car il était accusé d'avoir des liens avec le milieu criminel, beaucoup affirmant qu'il était le plus haut responsable du crime organisé à Hawaï. Selon Jean Ariyoshi, Mehau aurait proposé son aide, mais aurait dit à son mari : « Je sais que je suis controversé, alors ne me mettez pas en avant». Son mari lui aurait répondu : « Je te connais depuis longtemps et je sais que tu es quelqu'un de bien et d'honnête. Quel genre d'ami serais-je si je disais : "Je veux ton aide, mais je ne veux pas que quiconque sache que tu m'aides ?" » Je n'ai pas peur que les gens connaissent notre amitié",.
Dans sa propre autobiographie, With Obligation to All, George Ariyoshi ne mentionne pas du tout Larry Mehau,.

## Œuvres
- (en) George R Ariyoshi, With obligation to all, Honolulu, Ariyoshi Foundation : University of Hawai'i Press, 1997 (OCLC 35885041)
- (en) George R Ariyoshi, Inaugural address, State of Hawaii, December 6, 1982, Iolani Palace, Honolulu, Hawaii, Honolulu, Hawaii : State of Hawaii, 1982 (OCLC 10679819)